# Роговик джерельний
{{#ifeq:0|0|{{#if:|{{#if:Cerastiumfontanum|[[]}}|}}}}
Роговик джерельний (Cerastium fontanum) — вид трав'янистих рослин родини гвоздичні (Caryophyllaceae). Етимологія: лат. fontanum — «джерельний».

## Опис
Рослини багаторічні (рідше одно- або дворічні), часто кореневищні. Висота 5–35 см. Стебла висхідні, зазвичай щільно запушені, іноді із залозистими волосками. Листки супротивні, безчерешкові; пластини еліптично-довго-яйцеподібні, кінчик гострий або зовсім тупий, з цілими краями і волосками, зазвичай сірувато-зелені. Квітка: віночок білий, ≈ 1 см у ширину; пелюсток п'ять, 4.5–8 мм, приблизно такої ж довжини, як чашолистки, неглибоко 2-лопатеві; чашолистків 5, досить звужені, волохаті, перетинчастокраї; тичинок зазвичай 10. Суцвіття: 2-розгалужені складні парасольки, (3)10–30-квіткові. Плоди: циліндричні, як правило, прямі, бурі, 10-клапанні, завдовжки 8–15 мм капсули. Насіння червонувато-коричневе, 0.4–1.2 мм, тупогорбкувате. 2n = 122—152, як правило 144.

## Поширення
Північна Африка: Алжир, Марокко, Португалія — Мадейра, Іспанія — Канарські острови; Азія: Росія, Туреччина; Європа: Білорусь, Естонія, Латвія, Литва, Молдова, Україна, Австрія, Бельгія, Чехія, Німеччина, Угорщина, Нідерланди, Польща, Словаччина, Швейцарія, Данія, Фінляндія, Ісландія, Ірландія, Норвегія, Швеція, Велика Британія, Албанія, Боснія і Герцеговина, Болгарія, Хорватія, Греція, Італія, Македонія, Чорногорія, Румунія, Сербія, Словенія, Франція, Португалія, Іспанія. Вид натуралізовано в Північній Америці (Гренландія, Канада, США) та деяких інших частинах світу. Населяє луки, скелясті хребти, пустирі, узбіччя, сади, двори, газони, орні землі, багаті ліси, лісові галявини, огорожі, джерела, берега.
В Україні зростає на трав'янистих схилах, узліссях — у високогір'ї Карпат, нерідко.

## Галерея

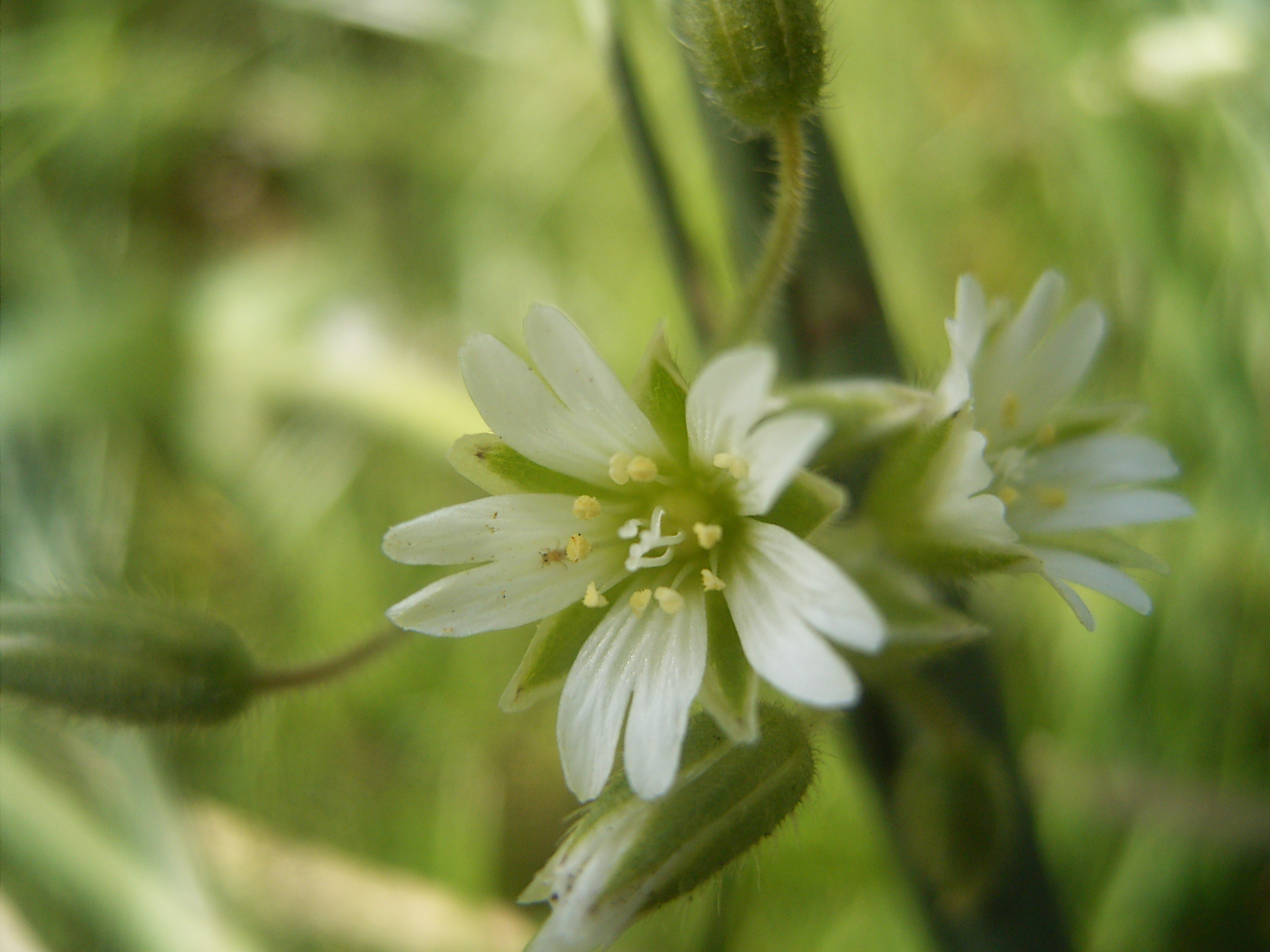
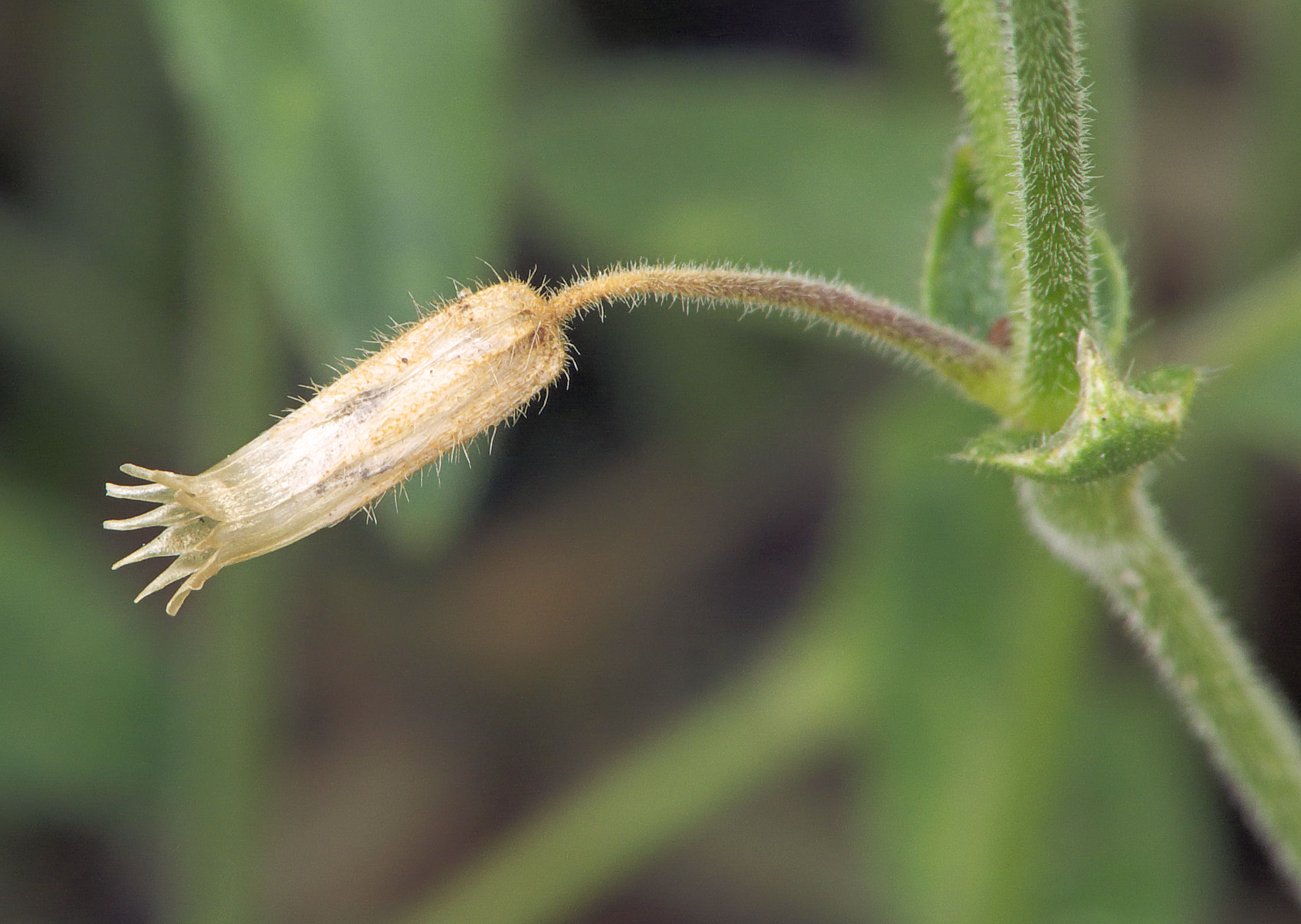
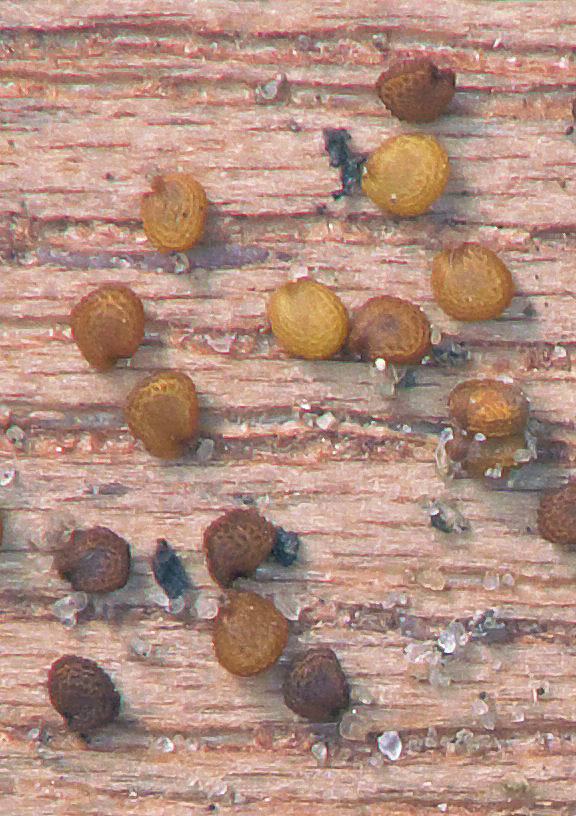